# Freihung
Freihung é um município da Alemanha, no distrito de Amberg-Sulzbach, na região administrativa de Oberpfalz, estado de Baviera.

## Personalidades
- Johannes Stark (1874-1957), Prémio Nobel de Física de 1919